# Turgalicia
La Sociedad de Imagen y Promoción Turística de Galicia, también conocida como Turgalicia es una sociedad pública dependiente de la Junta de Galicia, dentro de la Consejería de Cultura e Turismo encargada de la promoción en el exterior de Galicia como destino turístico. Su sede se encuentra situada en la ciudad de Santiago de Compostela, en la parroquia de Laraño, compartiendo espacio con el Centro Superior de Hostelería de Galicia, escuela universitaria dependiente de la propia sociedad.

## Funciones
Turgalicia fue fundada el 22 de septiembre de 1992 como objetivo de ejercer de gestora de los recursos turísticos de la comunidad autónoma de Galicia. 
Turgalicia tiene como objetivo realizar las siguientes actividades:
- La promoción de la oferta turística de Galicia en los mercados nacionales e internacionales.

- La coordinación, el impulso, la gestión y la ejecución de las actividades de promoción turística interior y exterior.

- El fomento e impulso de las actividades del sector turístico para la promoción del turismo gallego.

- Las labores de información turística tanto a nivel nacional como internacional.

- El establecimiento de convenios y conciertos con instituciones públicas y privadas para la creación, coordinación y desarrollo de acciones encaminadas a la información y promoción turística interior y exterior.

- Desarrollo y gestión de planes de calidad para aplicar en destinos y/o establecimientos turísticos.

- Editar folletos, libros y producir vídeos promocionales o material audiovisual.

- Todas las operaciones que sean preparatorias, auxiliares o complementarias de las mencionadas.

También constituye el objeto de la sociedad, la creación y funcionamiento de un Centro Superior de Hostelería que lleva a cabo las siguientes actividades:
- Reciclaje de profesionales del sector turístico.

- Formación teórica y práctica de alumnos en el campo de la hostelería, restauración, turismo y actividades complementarias.

- Organización y gestión de seminarios, conferencias, banquetes, cáterin y actividades similares.

- Gestión y explotación de establecimientos de hostelería, restauración y bebidas abiertos al público.

- Actividades de asesoramiento y consultoría al sector turístico.